# Tajvanija
Tajvanija (lat. Taiwania), monotipski rod korisnog zimzelenoig drveća iz porodice čempresovki (Cupressaceae), nekada klasificiran porodici taksodijevki, a danas potporodica Taiwanioideae. Jedini predstavnik je T. cryptomerioides s otoka Tajvana i Kine.
Drvo tajvanije mekano je i izdržljivo, pa se uveliko koristilo pri gradnji hramova i lijesova. Danas je zaštičeno i u Kini i na Tajvanu.

## Vanjske poveznice
|  | Zajednički poslužitelj ima još gradiva o temi Taiwania |
|  | Wikivrste imaju podatke o taksonu Taiwania             |

## Galerija
- tajvanija, stablo
- Tajvanija
- Tajvanija
- Tajvanija, listovi

## Vanjske poveznice
|  | Zajednički poslužitelj ima još gradiva o temi Taiwania cryptomerioides |
|  | Wikivrste imaju podatke o taksonu Taiwania cryptomerioides             |